# Aulacophora laevifrons
Aulacophora laevifrons là một loài bọ cánh cứng trong họ Chrysomelidae. Loài này được Baly miêu tả khoa học lần đầu tiên năm 1888.